# No. 10 (Inter-Allied) Commando
Il No. 10 (Inter-Allied) Commando fu un'unità militare speciale dei British Commandos, organizzata dall'esercito britannico durante la seconda guerra mondiale, e composto da ufficiali britannici, e in seguito anche alleati, e da esuli di paesi occupati dai tedeschi e fuggiti in Gran Bretagna.

## Storia

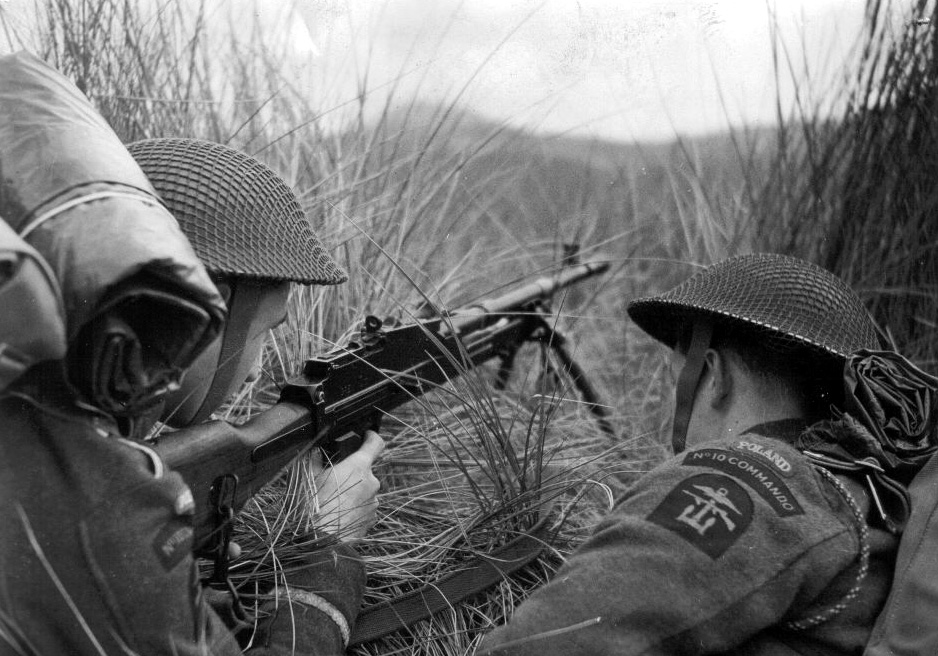
Uomini della No. 6 Polish Troop in esercitazione, Scozia 1943. Notare i distintivi del No.10 Commando, polacchi e delle Operazioni Combinate

Il reparto venne inizialmente creato su dimensioni di una compagnia e successivamente espanso con l'arrivo di nuovi soldati. Vennero create varie troop distinte per nazionalità.

### No. 1 French Troop
La No. 1 French Troop venne formata nel luglio 1942 da Philippe Kieffer, sulla base di 40 francesi, e inizialmente prese il nome di 1re Compagnie de Fusiliers Marins (prima compagnia di fucilieri di marina). L'unità mantenne i suoi legami con la Marine nationale indossando insegne navali.

### No. 2 Dutch Troop
La No. 2 Dutch Troop consisteva di 62 uomini sotto il comando del capitano Mulders. La truppa si formò nel giugno 1942 era già operativa e non venne mai impiegata come unità organica, ma piuttosto i singoli uomini come interpreti e guide, come durante l'operazione Market-Garden, e le successive Infatuate I and II.
Dopo la guerra, membri della No. 2 Dutch troop servirono nel Regiment Speciale Troepen (1945–1950), dopo di che formò il Korps Commando Troepen.

### No 3 (X) Troop
La No. 3 (X) Troop era forse la più strana unità nel British Army, consistendo di fuoriusciti nemici. Sotto il comando del capitano Hylton-Jones i primi ad arrivare nel luglio 1942 furono 8 uomini dalla Cecoslovacchia. La troop fu nota anche come "inglese", "ebrea" o "britannica" e venne ufficialmente rinominata "Miscellaneous Troop" nel 1944. Gran parte della truppa aveva origini mitteleuropee o tedesche, altri erano rifugiati politici dalla Germania nazista ed almeno uno di loro proveniva dal campo di concentramento di Dachau o Buchenwald. Tutti i membri adottarono nomi britannici e false storie personali. Un totale di 130 membri servì nella X Troop, ma essi non combatterono mai come unità completa, venendo impiegati come interpreti ed interrogatori La truppa ebbe 21 uomini morti e 22 feriti, uno dei più alti tassi di perdite tra ogni unità militare durante la guerra.

### No. 4 Belgian Troop
La No. 4 Belgian Troop venne formata il 7 agosto 1942, da sette ufficiali e 100 uomini della 1stled to the Independent Belgian Brigade sotto il comando del capitano Danloy. Dopo la resa del Belgio nel 1940, le forze belghe che servivano con gli Alleati rischiavano l'incriminazione per tradimento al loro ritorno in patria, e queste incriminazioni vennero annullate solo nel 1948.
Dopo la guerra, la truppa belga formò il nucleo del neonato 2eme Battalion Commando belga.

### No. 5 Norwegian Troop
La No. 5 Norwegian Troop fu formata nell'agosto 1942 sotto il comando del capitano Rolv Hauge, e gli uomini della truppa presi dai rifugiati dopo le prime azioni di commando in Norvegia e dai marinai rifugiati in Gran Bretagna; il primo nucleo proveniva da due plotoni della compagnia montana della Norwegian Brigade.

### No. 6 Polish Troop
La No. 6 Polish Troop fu dapprima formata nell'agosto 1942 come 1st Independent Commando Company. venne poi integrata nel No. 10 Commando nell'ottobre 1942. Comandata dal capitano Smrokowski comprendeva sette ufficiali ed 84 uomini.

### No. 7 Mediterranean Troop
La No 7 Troop venne formata nel maggio 1943 dopo che venne rilevato un bisogno di italofoni. Il comandante era il capitano Coates, ma la difficoltà nel trovare italofoni nel British Army portò ad una offerta da parte del Special Operations Executive di sloveni che parlavano italiano dalla Reale Esercito Jugoslavo. La truppa contava solo due ufficiali e 20 uomini e venne rinominata No. 7 Yugoslavian Troop. Il reparto venne inviato sulla costa dalmata dove si unì ad una squadriglia di motosiluranti per effettuare abbordaggi contro il traffico mercantile nemico, ma dissidi interni e sfiducia nei partigiani jugoslavi portarono al suo scioglimento.

### No. 8 French Troop
La No 8 French Troop venne formata nel 1943 da 45 uomini del disciolto 2eme Battaillon de Infanterie de Marine che era basato in Libano e da internati in Spagna poi rilasciati. Le due troops francesi vennero unite sotto il comando di Kieffer e denominate 1er Battaillon de Fusiliers Marins Commandos.